# Bundesamt für Zivildienst (Schweiz)
Das Bundesamt für Zivildienst (ZIVI) ist die zuständige behördliche Stelle der schweizerischen Bundesverwaltung für alle Belange des Zivildienstes. Das Bundesamt ist dem Eidgenössischen Departements für Wirtschaft, Bildung und Forschung unterstellt.

## Aufgaben
Die Vollzugsstelle vollzieht den Zivildienst in der Schweiz gemäss Artikel 59 der Bundesverfassung. Im Wesentlichen erledigt sie folgende Aufgaben:
- Entscheidung über die Zulassung zum Zivildienst.
- Betreuung und Überprüfung der zivildienstpflichtigen Personen in der Erfüllung ihrer Dienstpflicht.
- Betreuung von anerkannten Einsatzbetrieben und Prüfung von Gesuchen neuer Einsatzbetriebe.

## Organisation
Das Bundesamt für Zivildienst ist in die Direktion und in die zwei Direktionsbereiche Vollzug und Ressourcen gegliedert.
Der Direktionsbereich Vollzug ist zuständig für das Kerngeschäft des Bundesamts ZIVI. Dazu gehören die Einführung, Zulassung, Betreuung und Ausbildung von Zivis sowie die Anerkennung, Betreuung und Inspektion der Einsatzbetriebe. Der Direktionsbereich Vollzug besteht aus der Leitung Vollzug, den Regionalzentren Rüti, Aarau, Thun, Lausanne und Bellinzona, den Fachbereichen Einführung und Ausbildung, Betreuung Einsatzbetriebe und Betreuung Zivis, dem Bereich Rechtsdienst sowie der Projekt- und Führungsunterstützung.

### Geschäftsleitung
Als Gremium trägt die Geschäftsleitung die Verantwortung für die finanzielle, organisatorische und personelle Führung der Vollzugsstelle und stellt die koordinierte Zusammenarbeit mit Stellen innerhalb und ausserhalb der Bundesverwaltung sicher.

### Rekursbehörde
Alle Verfügungen der Vollzugsstelle können beim Bundesverwaltungsgericht in St. Gallen angefochten werden. Die Abteilung II des Bundesverwaltungsgerichts entscheidet über sämtliche Beschwerden in Angelegenheiten des Zivildienstes abschliessend, d. h. ein Weiterzug an das Bundesgericht bleibt ausgeschlossen.

## Personalbestand ab 2007
| Jahr | Vollzeitstellen |
| ---- | --------------- |
| 2007 | 49              |
| 2008 | 49              |
| 2009 | 48              |
| 2010 | 67              |
| 2011 | 85              |
| 2012 | 100             |
| 2013 | 115             |
| 2014 | 122             |
| 2015 | 127             |
| 2016 | 122             |
| 2017 | 124             |
| 2018 | 121             |
| 2019 | 126             |
| 2020 | 120             |
| 2021 | 117             |
| 2022 | 118             |
| 2023 | 119             |
| 2024 | 121             |